# South Saskatchewan River

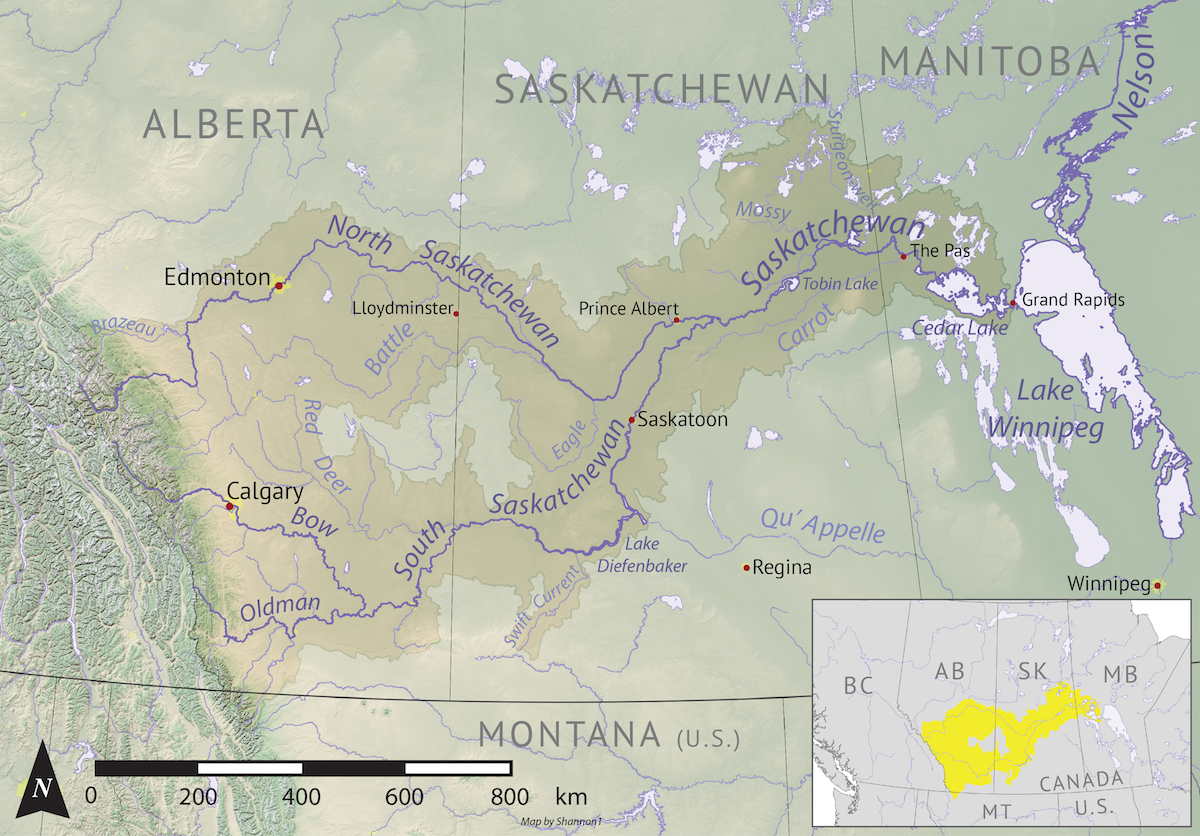
Karta som visar flodens läge

South Saskatchewan River (franska: rivière Saskatchewan Sud) är en av de största floderna i Kanada och flyter genom provinserna Alberta och Saskatchewan.
Med sitt källflöde Bow River är floden 1939 km lång. Öster om staden Prince Albert förenas South Saskatchewan River med North Saskatchewan River till Saskatchewan River.